# Список міністрів промислової політики України
Список персон, які керували міністерством промисловості і міністерством промислової політики України.

### Заступники ГоловиРади Міністрів УРСРпо питанням галузейважкої промисловості
| № | Час повноважень               | Портрет       | Ім'я          |
| 1 | 20 серпня 1987 — жовтень 1990 | Віктор Гладуш | Віктор Гладуш |

### Міністри промисловості України
| № | Час повноважень               | Портрет             | Ім'я                |
| 1 | 29 лютого — 28 вересня 1992   | Віктор Гладуш       | Віктор Гладуш       |
| 2 | 28 вересня — 27 жовтня 1992   | Михайло Павловський | Михайло Павловський |
| 3 | 27 жовтня 1992 — 3 липня 1995 | Анатолій Голубченко | Анатолій Голубченко |
| 4 | 3 липня 1995 — 25 липня 1997  |                     | Валерій Мазур       |

### Міністри промислової політики України
| №       | Час повноважень                  | Портрет           | Ім'я                                                                     |
| 1       | 25 липня 1997 — 1 лютого 2000    | Василь Гуреєв     | Василь Гуреєв                                                            |
|         | 26 січня 2001 — 29 травня 2001   |                   | Олег Дубина (віце-прем'єр-міністр України з питань промислової політики) |
| 2       | 5 червня 2001 — 24 квітня 2002   | Василь Гуреєв     | Василь Гуреєв                                                            |
| 3       | 10 червня 2002 — 11 січня 2004   | Анатолій М'ялиця  | Анатолій М'ялиця                                                         |
| 4       | 11 січня 2004 — 3 лютого 2005    |                   | Олександр Неустроєв                                                      |
| 5       | 4 лютого 2005 — 4 серпня 2006    | Володимир Шандра  | Володимир Шандра                                                         |
| 6       | 4 серпня 2006 — 18 грудня 2007   |                   | Анатолій Головко                                                         |
| 7       | 18 грудня 2007 — 11 березня 2010 |                   | Володимир Новицький                                                      |
| 8       | 11 березня 2010 — 9 грудня 2010  |                   | Дмитро Колєсніков                                                        |
| —       | 9 грудня 2010 — 5 лютого 2013    |                   |                                                                          |
| 9       | 5 лютого 2013 — 27 лютого 2014   | Михайло Короленко | Михайло Короленко                                                        |
| (в. о.) | 27 лютого — 6 жовтня 2014        | Наталія Бойцун    | Наталія Бойцун                                                           |